# Samohláska
Samohlásky (vokály) jsou takové hlásky, jejichž charakteristickým rysem je tón, na rozdíl od souhlásek nevzniká při jejich artikulaci šum.
Nejdůležitějšími rysy, kterými můžeme samohlásky popsat a které se nejvíce uplatňují při formování jejich tónu, jsou vertikální poloha jazyka (otevřenost), horizontální poloha jazyka a zaokrouhlenost (či zaostřenost) rtů.

## Vertikální poloha jazyka (Otevřenost)

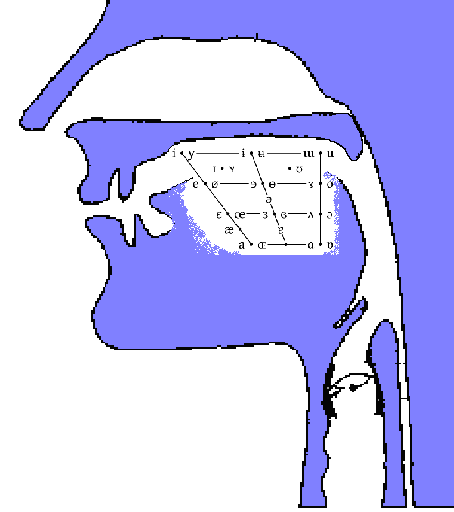
Vokalický čtyřúhelník schematicky zachycuje polohy jazyka při artikulaci samohlásek. Přední samohlásky se nacházejí vlevo, zadní vpravo. Otevřené (nízké) najdeme v dolní části, zavřené (vysoké) v horní.

Podle vertikální polohy jazyka vůči hornímu patru, můžeme v různých jazycích rozeznat 2–4 stupně (výjimečně až 5 stupňů) otevřenosti:
- otevřené – zavřené
- otevřené – středové – zavřené
- otevřené – polootevřené – polozavřené – zavřené

Otevřené samohlásky se též nazývají nízké, zavřené jsou vysoké. Otevřenost souvisí s velikostí úhlu, který svírá dolní čelist s horní, hlavním kritériem je ale právě poloha jazyka.
Pojem otevřenost/zavřenost je v případě samohlásek relativní. I v případě zavřených samohlásek je ústní dutina více otevřená než u souhlásek, při jejichž artikulaci je tvořena překážka, a proto je přítomna šumová složka.

## Horizontální poloha jazyka

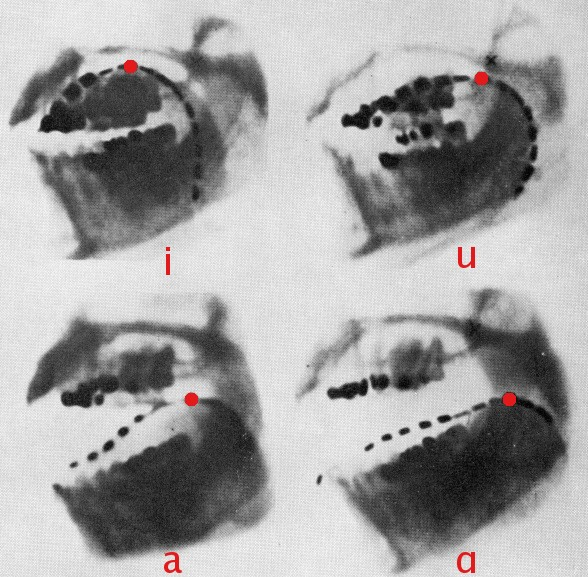
Rentgenové snímky ústní dutiny při výslovnosti /[i, u, a, ɑ]/, pohled z boku

Poloha jazyka se rovněž mění podle předo-zadní osy. Podle toho dělíme samohlásky na přední, střední a zadní.

## Zaokrouhlenost a zaostřenost rtů
Zaokrouhlenost (labializace, kterou může doprovázet i vyšpulení rtů, např. u vokálu [u]) nebo zaostřenost (komprese, např. u vokálu [i]) rtů velmi výrazně ovlivňuje kvalitu samohlásek.
V mnoha jazycích (čeština a ostatní slovanské jazyky) souvisí zaokrouhlenost s polohou jazyka. Zatímco přední a otevřené samohlásky jsou nezaokrouhlené, zadní jsou vždy zaokrouhlené. U předních zavřených (a částečně středových) samohlásek bývají obvykle rty napjaté.
V jiných jazycích (němčina, švédština) je (ne)zaokrouhlenost důležitým fonologickým rozlišovacím rysem i u předních samohlásek.
Nezaokrouhlené zadní samohlásky se vyskytují méně často (např. v japonštině nebo britské angličtině, kde je u otevřených zadních hlásek kontrast zaokrouhlenosti, např. hot – heart). Z fyziologických důvodů je zaokrouhlenost málo obvyklá též u otevřených hlásek.
Ve vokalickém čtyřúhelníku (viz níže kardinální vokály) jsou vokály zobrazeny zpravidla ve dvojicích. V tom případě je vždy levý vokál nezaokrouhlený a pravý zaokrouhlený.

## Délka
Kromě výše zmíněné kvality je u vokálů nutné uvažovat také o jejich kvantitě (délce). Dlouhé samohlásky se v IPA značí dvojtečkou za příslušným symbolem. Je možno rozlišit více stupňů délky. Z hlediska funkčního využití různé délky vokálů jsou ale jazyky zpravidla dvojstupňové (tzn. dlouhá – krátká), někdy trojstupňové (tzn. dlouhá – polodlouhá – krátká, např. v estonštině: sada [ˈsada] (sto), saada [ˈsaːda] (pošli), saada [ˈsaːːda] (dostat).
| ă   | velmi krátká |
| a   | krátká       |
| aˑ  | polodlouhá   |
| aː  | dlouhá       |
| aːː | velmi dlouhá |

Termín délka (kvantita) používáme pro označení funkční charakteristiky hlásky (tj. zda vokál v systému jazyka funguje jako dlouhý, nebo krátký). Termín trvání používáme pro označení reálného trvání příslušného vokálu v čase. Trvání samohlásek je relativní a závisí na mnoha faktorech. Může být ovlivněno např. kontextem, typem slabiky nebo přízvukem (a celkově prozodií). Reálné trvání krátké samohlásky u mluvčího s pomalým mluvním tempem tedy může být za určitých okolností vyšší než trvání dlouhé samohlásky u mluvčího s rychlým mluvním tempem. V případě trvání vokálů je proto lepší spíše než absolutní hodnoty používat poměry trvání dlouhé a krátké varianty daného vokálu (V:/V).
Délka samohlásek hraje v různých jazycích různou fonologickou roli. V některých jazycích (španělština, polština) jsou rozdíly v trvání málo významné a jejich prodloužení (protažení) nemění význam slova. Pouze sekundární roli hraje délka např. v angličtině, kde sice hovoříme o dlouhých a krátkých vokálech, ale primární rozdíl je v kvalitě.
V ruštině se přízvučné samohlásky vyslovují dlouze, nepřízvučné krátce. Ve švédštině délka souvisí s přízvukem i typem slabiky. Dlouhá může být pouze samohláska v přízvučné slabice, není-li následována dlouhou souhláskou, např. illa [ˈilːa] (špatný) – ila [ˈiːla] (spěchat). Přízvučná slabika je vždy dlouhá, délka samohlásky a následující souhlásky (v kodě slabiky) se vzájemně kompenzují.
V češtině je délka samohlásek rozlišovacím fonologickým rysem (viz např. pata – pátá). Délka není závislá na přízvuku ani typu slabiky. Dlouhé samohlásky jsou považovány za samostatné fonémy.
Jazyky, kde je délka samohlásek rozlišovacím fonologickým rysem, obvykle délku vyznačují i v písmu, např. čeština, slovenština a maďarština čárkou, finština a estonština zdvojením. Jsou ale i jazyky, v nichž je délka do větší nebo menší míry rozlišovacím fonologickým rysem, a v písmu ji nijak nevyznačují (např. latina).

## Znělost
Ve většině jazyků jsou samohlásky pouze znělé, tj. hlasivky se aktivně podílejí na jejich artikulaci a kmitají. Neznělá výslovnost samohlásek je spíše náhodná vlivem okolí (např. „i“ ve slově „architektura“), což není považováno za samostatný foném. Neznělé samohlásky se systematicky vyskytují jen v některých jazycích (např. v japonštině u vysokých vokálů mezi neznělými obstruenty).

## Typy samohláskových systémů
Polohu jazyka (horizontální i vertikální) při artikulaci samohlásek můžeme schematicky zakreslit do čtyřúhelníku (viz obrázek). Podle toho, které samohlásky se v určitém jazyce vyskytují, můžeme čtyřúhelníkový systém zjednodušit na trojúhelníkový. Český systém je kupříkladu třístupňový trojúhelníkový, protože v češtině se vyskytuje pouze jeden otevřený vokál, střední otevřené /a/, a u otevřených vokálů tedy není potřeba rozlišovat přední a zadní dimenzi. Pro srovnatelnost s mezinárodní literaturou je ale i u trojúhelníkových systémů vhodné je zobrazovat do čtyřúhelníku.

## Kardinální vokály

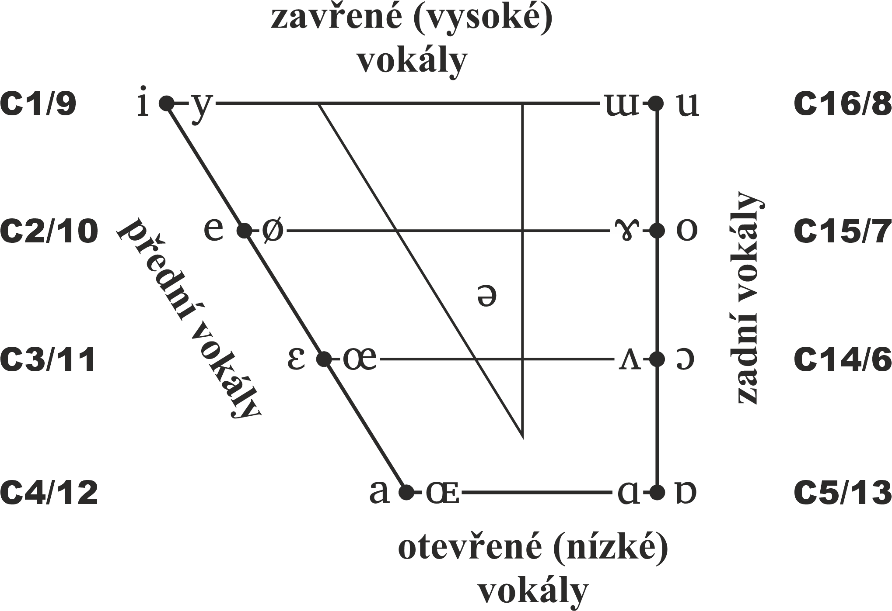
Kardinální vokály

Přestože je určitý vokál v různých jazycích označovaný stejným názvem a transkribovaný stejným symbolem, může být v každém jazyce trochu odlišný, a tak lze k popisu využít koncept kardinálních vokálů. Kardinální vokály se reálně v jazycích nevyskytují, jedná se o jazykově nezávislé referenční body určitých vokalických kvalit, se kterými můžeme porovnávat samohlásky reálných jazyků. Představují extrémní pozice v rámci vokalického prostoru. Kardinální vokály se dělí na primární a sekundární. Primární kardinální vokály jsou v přední řadě nezaokrouhlené a v zadní řadě zaokrouhlené, u sekundárních kardinálních vokálů je tomu naopak. Obrázek zobrazuje kardinální vokály v rámci vokalického čtyřúhelníku, primární kardinální vokály (C1–C8) jsou v přední řadě vlevo a sekundární (C9–C16) vpravo, v zadní řadě naopak. 
Například české e-ové vokály se nejvíce blíží C3, tedy /ɛ/, ale jsou mírně centralizovanější. Oproti tomu v mnoha moravských dialektech se kvalita více blíží k C2, tedy /e/.

## Nazalizace
V některých jazycích se mohou vyskytovat samohlásky, při jejichž artikulaci je spuštěno měkké patro a vzduch uniká i nosní dutinou (ústa a ústní dutina jsou též volné).
Například ve francouzštině je nazalizace rozlišovacím fonologickým rysem:
lait [lɛ] (mléko) – lin [lɛ̃] (len).
V češtině se nazalizované samohlásky vyskytují přirozeně v důsledku koartikulace, ovšem nejedná se o rozlišovací fonologický rys.

## Rotacizace
Rotacizace je zabarvení samohlásky do r. Vyskytuje se například v americké angličtině: third [θɜ˞ːd] (třetí).

## Dvojhlásky, trojhlásky
Dvojhláska (diftong) je plynulé spojení dvou vokalických pozic do jednoho slabičného jádra.
Dvojhlásky jsou obvykle tvořeny jedním jádrem (samohláskou) a jedním polovokálem (polosamohláskou – vyznačuje se nižší mírou sonority než samohláska), přičemž polovokál může být buď na první (např. slovenské /ô/ [u̯o]), nebo na druhé pozici (např. české /ou/ [oʊ̯]). Z tohoto hlediska se dvojhlásky dělí na:
- stoupavé (otvírané) – polovokál + jádro;
- klesavé (zavírané) – jádro + polovokál.

Často se liší názory lingvistů na to, zda považovat dvojhlásky za jednotné fonémy s dvojím artikulačním cílem, nebo je chápat jako spojení dvou fonémů. Hodnocení je obvykle závislé na fonologické funkci těchto hlásek v příslušném jazyce.
V některých jazycích se mohou vyskytovat i trojhlásky (triftongy), kde je spojení polovokál + vokál + polovokál (např. v často špatně vyslovovaném vietnamském jméně Nguyen [ŋu̯iə̯n])

## Akustika

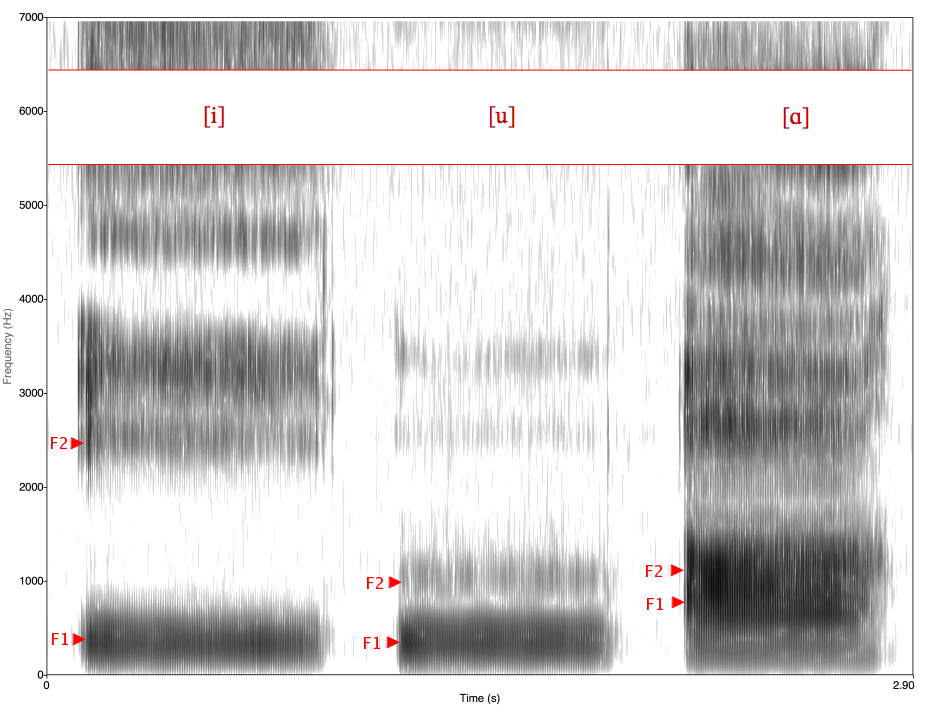
Spektrogram samohlásek i, u, a

Z fyzikálního hlediska jsou samohlásky čisté tóny bez šumů. Jejich základní frekvence, značená f0, odpovídá nejnižší harmonické složce složeného tónu, který svým kmitáním vytvářejí hlasivky.
Jednotlivé samohlásky se z hlediska kvality liší barvou tónů (témbrem), která je dána jejich formanty. Formanty jsou rezonanční frekvence vokálního traktu, tedy nadhrtanových dutin (ústní, hltanová, nosní). Rezonance je ovlivňována změnami tvaru těchto dutin během řeči podle polohy mluvidel (artikulátorů). Při průchodu výdechového proudu vzduchu vokálním traktem jsou některé frekvence tkáněmi zatlumeny méně a některé více. Formanty jsou frekvenční pásma, která jsou při průchodu vokálním traktem zatlumena nejméně a ve výsledném vokálu jsou nejsilnější. Podle stoupající frekvence se formanty označují F1, F2 a F3, přičemž F1 a F2 a jejich vzájemný poměr mají pro kvalitu a percepci samohlásky zásadní význam. Frekvence F2 je také nejvíce ovlivněna zaokrouhlením rtů: např. [yː] v německém slově „für“ bude mít nižší F2 než [iː] ve slově „vier“, ačkoli je pozice jazyka prakticky totožná.

## Přehled samohlásek
|                                                                                           | Přední                                                                                        | Téměř přední                                                                                  | Střední                                                                                       | Téměř zadní                                                                                   | Zadní                                                                                         |
| Zavřená                                                                                   | \| i • y ɨ • ʉ ɯ • u ɪ • ʏ • ʊ e • ø ɘ • ɵ ɤ • o ə ɤ̞ • o̞ ɛ • œ ɜ • ɞ ʌ • ɔ æ ɐ a • ɶ ɑ • ɒ \| | \| i • y ɨ • ʉ ɯ • u ɪ • ʏ • ʊ e • ø ɘ • ɵ ɤ • o ə ɤ̞ • o̞ ɛ • œ ɜ • ɞ ʌ • ɔ æ ɐ a • ɶ ɑ • ɒ \| | \| i • y ɨ • ʉ ɯ • u ɪ • ʏ • ʊ e • ø ɘ • ɵ ɤ • o ə ɤ̞ • o̞ ɛ • œ ɜ • ɞ ʌ • ɔ æ ɐ a • ɶ ɑ • ɒ \| | \| i • y ɨ • ʉ ɯ • u ɪ • ʏ • ʊ e • ø ɘ • ɵ ɤ • o ə ɤ̞ • o̞ ɛ • œ ɜ • ɞ ʌ • ɔ æ ɐ a • ɶ ɑ • ɒ \| | \| i • y ɨ • ʉ ɯ • u ɪ • ʏ • ʊ e • ø ɘ • ɵ ɤ • o ə ɤ̞ • o̞ ɛ • œ ɜ • ɞ ʌ • ɔ æ ɐ a • ɶ ɑ • ɒ \| |
| Téměř zavřená                                                                             | \| i • y ɨ • ʉ ɯ • u ɪ • ʏ • ʊ e • ø ɘ • ɵ ɤ • o ə ɤ̞ • o̞ ɛ • œ ɜ • ɞ ʌ • ɔ æ ɐ a • ɶ ɑ • ɒ \| | \| i • y ɨ • ʉ ɯ • u ɪ • ʏ • ʊ e • ø ɘ • ɵ ɤ • o ə ɤ̞ • o̞ ɛ • œ ɜ • ɞ ʌ • ɔ æ ɐ a • ɶ ɑ • ɒ \| | \| i • y ɨ • ʉ ɯ • u ɪ • ʏ • ʊ e • ø ɘ • ɵ ɤ • o ə ɤ̞ • o̞ ɛ • œ ɜ • ɞ ʌ • ɔ æ ɐ a • ɶ ɑ • ɒ \| | \| i • y ɨ • ʉ ɯ • u ɪ • ʏ • ʊ e • ø ɘ • ɵ ɤ • o ə ɤ̞ • o̞ ɛ • œ ɜ • ɞ ʌ • ɔ æ ɐ a • ɶ ɑ • ɒ \| | \| i • y ɨ • ʉ ɯ • u ɪ • ʏ • ʊ e • ø ɘ • ɵ ɤ • o ə ɤ̞ • o̞ ɛ • œ ɜ • ɞ ʌ • ɔ æ ɐ a • ɶ ɑ • ɒ \| |
| Polozavřená                                                                               | \| i • y ɨ • ʉ ɯ • u ɪ • ʏ • ʊ e • ø ɘ • ɵ ɤ • o ə ɤ̞ • o̞ ɛ • œ ɜ • ɞ ʌ • ɔ æ ɐ a • ɶ ɑ • ɒ \| | \| i • y ɨ • ʉ ɯ • u ɪ • ʏ • ʊ e • ø ɘ • ɵ ɤ • o ə ɤ̞ • o̞ ɛ • œ ɜ • ɞ ʌ • ɔ æ ɐ a • ɶ ɑ • ɒ \| | \| i • y ɨ • ʉ ɯ • u ɪ • ʏ • ʊ e • ø ɘ • ɵ ɤ • o ə ɤ̞ • o̞ ɛ • œ ɜ • ɞ ʌ • ɔ æ ɐ a • ɶ ɑ • ɒ \| | \| i • y ɨ • ʉ ɯ • u ɪ • ʏ • ʊ e • ø ɘ • ɵ ɤ • o ə ɤ̞ • o̞ ɛ • œ ɜ • ɞ ʌ • ɔ æ ɐ a • ɶ ɑ • ɒ \| | \| i • y ɨ • ʉ ɯ • u ɪ • ʏ • ʊ e • ø ɘ • ɵ ɤ • o ə ɤ̞ • o̞ ɛ • œ ɜ • ɞ ʌ • ɔ æ ɐ a • ɶ ɑ • ɒ \| |
| Středová                                                                                  | \| i • y ɨ • ʉ ɯ • u ɪ • ʏ • ʊ e • ø ɘ • ɵ ɤ • o ə ɤ̞ • o̞ ɛ • œ ɜ • ɞ ʌ • ɔ æ ɐ a • ɶ ɑ • ɒ \| | \| i • y ɨ • ʉ ɯ • u ɪ • ʏ • ʊ e • ø ɘ • ɵ ɤ • o ə ɤ̞ • o̞ ɛ • œ ɜ • ɞ ʌ • ɔ æ ɐ a • ɶ ɑ • ɒ \| | \| i • y ɨ • ʉ ɯ • u ɪ • ʏ • ʊ e • ø ɘ • ɵ ɤ • o ə ɤ̞ • o̞ ɛ • œ ɜ • ɞ ʌ • ɔ æ ɐ a • ɶ ɑ • ɒ \| | \| i • y ɨ • ʉ ɯ • u ɪ • ʏ • ʊ e • ø ɘ • ɵ ɤ • o ə ɤ̞ • o̞ ɛ • œ ɜ • ɞ ʌ • ɔ æ ɐ a • ɶ ɑ • ɒ \| | \| i • y ɨ • ʉ ɯ • u ɪ • ʏ • ʊ e • ø ɘ • ɵ ɤ • o ə ɤ̞ • o̞ ɛ • œ ɜ • ɞ ʌ • ɔ æ ɐ a • ɶ ɑ • ɒ \| |
| Polootevřená                                                                              | \| i • y ɨ • ʉ ɯ • u ɪ • ʏ • ʊ e • ø ɘ • ɵ ɤ • o ə ɤ̞ • o̞ ɛ • œ ɜ • ɞ ʌ • ɔ æ ɐ a • ɶ ɑ • ɒ \| | \| i • y ɨ • ʉ ɯ • u ɪ • ʏ • ʊ e • ø ɘ • ɵ ɤ • o ə ɤ̞ • o̞ ɛ • œ ɜ • ɞ ʌ • ɔ æ ɐ a • ɶ ɑ • ɒ \| | \| i • y ɨ • ʉ ɯ • u ɪ • ʏ • ʊ e • ø ɘ • ɵ ɤ • o ə ɤ̞ • o̞ ɛ • œ ɜ • ɞ ʌ • ɔ æ ɐ a • ɶ ɑ • ɒ \| | \| i • y ɨ • ʉ ɯ • u ɪ • ʏ • ʊ e • ø ɘ • ɵ ɤ • o ə ɤ̞ • o̞ ɛ • œ ɜ • ɞ ʌ • ɔ æ ɐ a • ɶ ɑ • ɒ \| | \| i • y ɨ • ʉ ɯ • u ɪ • ʏ • ʊ e • ø ɘ • ɵ ɤ • o ə ɤ̞ • o̞ ɛ • œ ɜ • ɞ ʌ • ɔ æ ɐ a • ɶ ɑ • ɒ \| |
| Téměř otevřená                                                                            | \| i • y ɨ • ʉ ɯ • u ɪ • ʏ • ʊ e • ø ɘ • ɵ ɤ • o ə ɤ̞ • o̞ ɛ • œ ɜ • ɞ ʌ • ɔ æ ɐ a • ɶ ɑ • ɒ \| | \| i • y ɨ • ʉ ɯ • u ɪ • ʏ • ʊ e • ø ɘ • ɵ ɤ • o ə ɤ̞ • o̞ ɛ • œ ɜ • ɞ ʌ • ɔ æ ɐ a • ɶ ɑ • ɒ \| | \| i • y ɨ • ʉ ɯ • u ɪ • ʏ • ʊ e • ø ɘ • ɵ ɤ • o ə ɤ̞ • o̞ ɛ • œ ɜ • ɞ ʌ • ɔ æ ɐ a • ɶ ɑ • ɒ \| | \| i • y ɨ • ʉ ɯ • u ɪ • ʏ • ʊ e • ø ɘ • ɵ ɤ • o ə ɤ̞ • o̞ ɛ • œ ɜ • ɞ ʌ • ɔ æ ɐ a • ɶ ɑ • ɒ \| | \| i • y ɨ • ʉ ɯ • u ɪ • ʏ • ʊ e • ø ɘ • ɵ ɤ • o ə ɤ̞ • o̞ ɛ • œ ɜ • ɞ ʌ • ɔ æ ɐ a • ɶ ɑ • ɒ \| |
| Otevřená                                                                                  | \| i • y ɨ • ʉ ɯ • u ɪ • ʏ • ʊ e • ø ɘ • ɵ ɤ • o ə ɤ̞ • o̞ ɛ • œ ɜ • ɞ ʌ • ɔ æ ɐ a • ɶ ɑ • ɒ \| | \| i • y ɨ • ʉ ɯ • u ɪ • ʏ • ʊ e • ø ɘ • ɵ ɤ • o ə ɤ̞ • o̞ ɛ • œ ɜ • ɞ ʌ • ɔ æ ɐ a • ɶ ɑ • ɒ \| | \| i • y ɨ • ʉ ɯ • u ɪ • ʏ • ʊ e • ø ɘ • ɵ ɤ • o ə ɤ̞ • o̞ ɛ • œ ɜ • ɞ ʌ • ɔ æ ɐ a • ɶ ɑ • ɒ \| | \| i • y ɨ • ʉ ɯ • u ɪ • ʏ • ʊ e • ø ɘ • ɵ ɤ • o ə ɤ̞ • o̞ ɛ • œ ɜ • ɞ ʌ • ɔ æ ɐ a • ɶ ɑ • ɒ \| | \| i • y ɨ • ʉ ɯ • u ɪ • ʏ • ʊ e • ø ɘ • ɵ ɤ • o ə ɤ̞ • o̞ ɛ • œ ɜ • ɞ ʌ • ɔ æ ɐ a • ɶ ɑ • ɒ \| |
| Tam, kde se symboly objevují ve dvojicích, znak vpravo označuje zaokrouhlenou samohlásku. |                                                                                               |                                                                                               |                                                                                               |                                                                                               |                                                                                               |
| i • y ɨ • ʉ ɯ • u ɪ • ʏ • ʊ e • ø ɘ • ɵ ɤ • o ə ɤ̞ • o̞ ɛ • œ ɜ • ɞ ʌ • ɔ æ ɐ a • ɶ ɑ • ɒ   |                                                                                               |                                                                                               |                                                                                               |                                                                                               |                                                                                               |

## Samohlásky v češtině

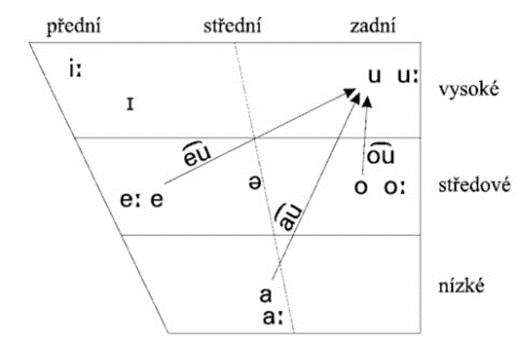
České vokály

Čeština disponuje pěti krátkými monoftongy /ɪ e a o u/, pěti dlouhými monoftongy /i: e: a: o: u:/ a třemi diftongy (dvojhláskami) /o͡u a͡u e͡u/. Krátké a dlouhé monoftongy spolu tvoří páry a jejich délka je fonologicky distinktivní, to znamená, že změna v délce může změnit význam slova (stačí x stáčí, lože x lóže). Dlouhé vokály nejsou svým trváním dvakrát delší než jejich krátké protějšky, poměr je trochu nižší: největší je rozdíl u a-ových samohlásek (dlouhé [a:] je přibližně 1,8krát delší než krátké [a]), středové [e:] a [o:] jsou přibližně 1,7krát delší než jejich krátké protějšky a dlouhé [u:] je přibližně 1,6krát delší než krátké [u]. Výjimku představuje dlouhé [i:], které je přibližně jen 1,3krát delší než krátké [ɪ], protože (alespoň v Čechách) je pro rozlišení [i:] a [ɪ] důležitější jejich odlišná kvalita. Tyto vokály se transkribují odlišným symbolem (více k fonetickému přepisu češtiny viz zde). Hodnoty formantů českých samohlásek uvádí, viz také. Dvojhláska /o͡u/ se vyskytuje v původní české slovní zásobě, zbylé dvě pak pouze v cizích slovech.